# Cultura maker

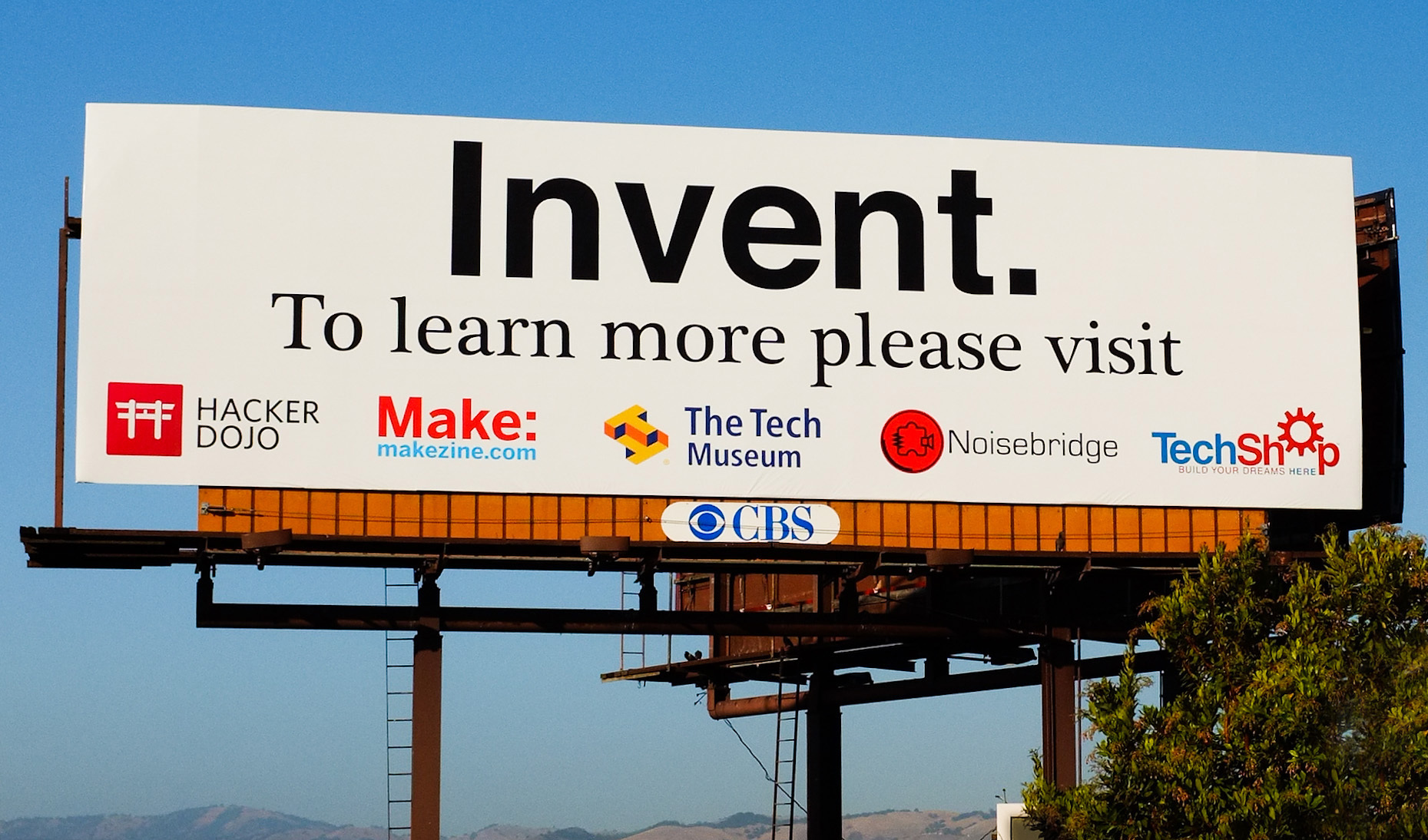
Campaña de publicidad en el Valle del Silicio, Área de la Bahía de San Francisco, California, Estados Unidos.

La cultura del hacedor, cultura fabricante, o cultura maker, es una subcultura contemporánea que representa una extensión de la cultura DIY (Do It Yourself o 'Hágalo usted mismo'), basada en la tecnología y en el uso de herramientas.
La cultura maker se interesa en actividades orientadas a la ingeniería, como ser la electrónica, la robótica, la impresión 3D, y el uso de herramientas de ˞˞control numérico, así como también se relaciona con actividades más tradicionales, como ser la ˞˞metalurgia, la ˞˞carpintería, y las artes y artesanías tradicionales, en resumen STREAM (Science Technology Robotics Engineering Arts and Mathematics). Esta corriente enfatiza el enfoque de un uso reiterado de "cortar y pegar" para tecnologías estandarizadas para aficionados, y anima a la adaptación y reutilización de diseños publicados en sitios web y publicaciones orientadas al hacedor. Se observa en este planteamiento un fuerte énfasis en el uso y el aprendizaje de habilidades prácticas y su aplicación a diseños de referencia.
Ejemplos:
Se te rompe el pomo de la puerta de tu casa, un maker haría uno con impresión 3D y lo pondría el mismo, una persona que no es un maker, llamaría a la ferretería y compraría uno.

## Espaciosmaker
El auge de la cultura hacedora está estrechamente relacionado con el aumento de los makerspaces (espacios de hacedores) y de otros espacios de similar orientación.

## Eventosmaker

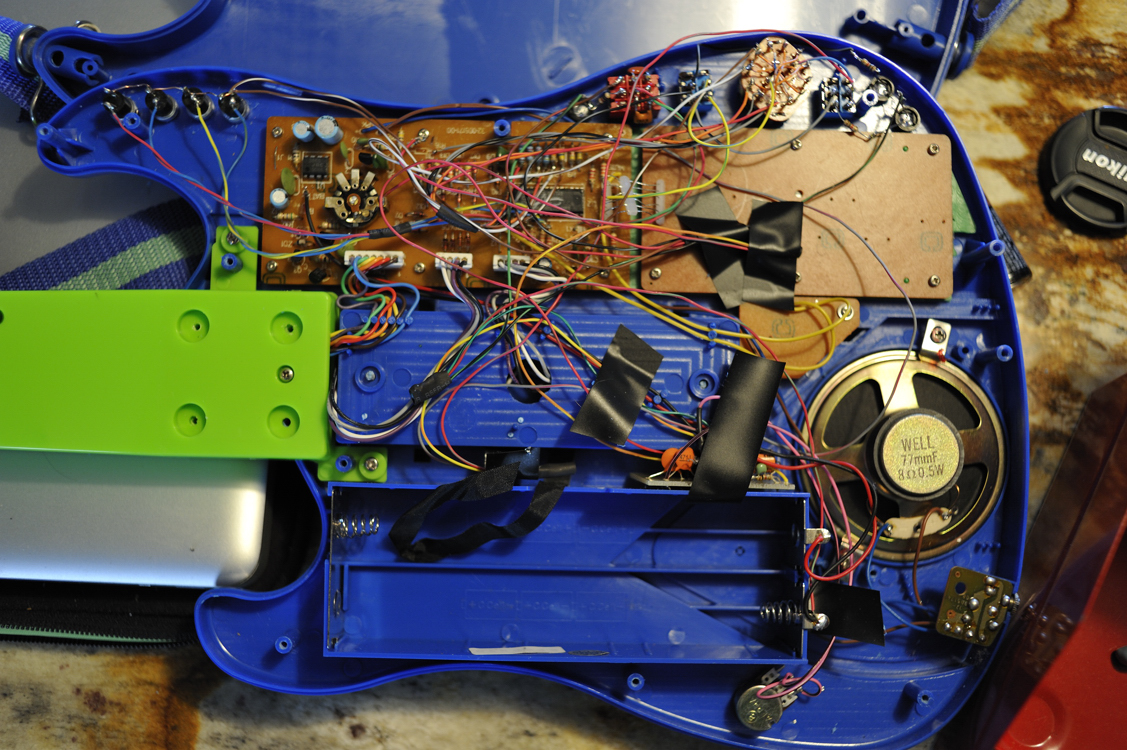
Guitarra Kawasaki (juguete) de 1989, utilizado en un proyecto de circuito bending.

Desde 2006 la subcultura hacedora ha celebrado eventos regulares a nivel mundial, por ejemplo, las Maker Faires (Ferias del Hacedor). Las más pequeñas, impulsadas por la comunidad Maker Faire, son denominadas Mini Maker Faire, y también se llevan a cabo en varios lugares donde aún no se ha celebrado una Maker Faire organizada por O'Reilly. Maker Faire proporciona un kit de arranque para Mini Maker Faires, para así fomentar la difusión de eventos Maker Faire locales.[cita requerida]